# Уайльд, Оскар
О́скар Фи́нгал О’Фла́эрти Уи́ллс Уа́йльд (англ. Oscar Fingal O’Flahertie Wills Wilde; 16 октября 1854 года, Дублин — 30 ноября 1900 года, Париж) — ирландский писатель и поэт. Один из самых известных драматургов позднего Викторианского периода, одна из ключевых фигур эстетизма и европейского модернизма.

## Биография

### Ранние годы
Оскар Уайльд родился 16 октября 1854 года в доме 22 по улице Уэстлэнд-роу в Дублине, был вторым ребёнком от брака сэра Уильяма Уайльда (1815—1876) и Джейн Франчески Уайльд (1821—1896).
Его брат Уильям был на два года старше. Отец Уайльда был в Ирландии ведущим офтальмологом и посвящён в рыцари в 1864 году за службу врачом-консультантом и помощником специального уполномоченного по переписи населения Ирландии. Помимо профессиональной деятельности, Уильям Уайльд писал книги по ирландской археологии и фольклору, был филантропом и учредил бесплатный медицинский пункт, обслуживавший бедняков города. Джейн Уайльд под псевдонимом «Speranza» (с итал. — «надежда») писала стихи для революционного движения «Молодые ирландцы» в 1848 году и всю жизнь оставалась ирландской националисткой. Стихи участников этого движения она читала Оскару и Уиллу, прививая им любовь к этим поэтам. Интерес леди Уайльд к неоклассическому возрождению был очевидным по обилию древнегреческих и древнеримских картин и бюстов в доме. В доме Уайльдов часто устраивали поэтические вечера и приёмы в честь европейских знаменитостей.
Помимо детей от брака с женой, сэр Уильям Уайльд был отцом троих детей, рождённых до супружества: Генри Уилсон (род. 1838), Эмили и Мэри Уайльд (род. соответственно в 1847 и 1849 гг.; девочки приходились Генри единокровными сёстрами). Сэр Уильям признал отцовство незаконнорождённых детей и оплачивал их обучение, однако воспитывались они своими родственниками отдельно от жены и законнорождённых детей.
В 1855 году семья переехала в дом № 1 по Меррион-сквер, где год спустя пополнилась с рождением дочери. Новый дом был просторней, и благодаря связям и успеху родителей здесь воцарилась «уникальная медицинская и культурная среда». Гостями их салона были Джозеф Шеридан Ле Фаню, Чарльз Левер, Джордж Петри, Айзек Батт, Уильям Роуэн Гамильтон и Сэмюэл Фергюсон.
Его сестра Изола умерла в десять лет от менингита. Стихотворение Уайльда «Requiescat» (с лат. — «да покоится (с миром)», 1881) написано в память о ней.
До девяти лет Оскар Уайльд получал образование на дому. От французской гувернантки он научился французскому языку, от немецкой — немецкому. После этого учился в Королевской школе Портора, в городе Эннискиллен, графство Фермана. До двадцати лет Уайльд проводил лето в загородной вилле отца в Мойтуре, графство Мейо. Там молодой Уайльд с братом Уилли часто играли вместе с будущим писателем Джорджем Муром.
С 1864 по 1871 год Оскар Уайльд обучался в Королевской школе Портора (город Эннискиллен, близ Дублина). Он не был вундеркиндом, однако его самым блестящим талантом было быстрое чтение. Оскар был очень общительным и оживлённым, славился своим умением юмористически переиначить школьные события. В школе Уайльд даже получил особую премию за знание греческого текста Нового Завета. Окончив Порторскую школу с золотой медалью, Уайльд был удостоен Королевской школьной стипендии для учёбы в дублинском Тринити-колледже (колледже Св. Троицы).
В Тринити-колледже (1871—1874) Уайльд изучал античную историю и культуру, где снова с блеском проявлял свои способности в древних языках. Здесь же он впервые прослушал курс лекций по эстетике, а благодаря тесному общению с куратором — профессором античной истории Дж. П. Махаффи, утончённым и высокообразованным человеком, — постепенно стал приобретать крайне важные элементы своего будущего эстетского поведения (некоторое презрение к общепринятой морали, дендизм в одежде, симпатия к прерафаэлитам, лёгкая самоирония, эллинистические пристрастия).

### Оксфорд
В 1874 году Уайльд, удостоившись стипендии на обучение в Оксфордском университете Магдалины, поступает на классическое отделение. В Оксфорде Уайльд выработал кристальное английское произношение: «Мой ирландский акцент был в числе многого, что я позабыл в Оксфорде». Он также приобрёл, как и хотел, репутацию человека, блистающего без особых усилий. Здесь же оформилась его особая философия искусства. Его имя уже тогда стало озаряться различными занимательными историями, порой карикатурными. Уайльд признавался: «Истинны в жизни человека не его дела, а легенды, которые его окружают. Никогда не следует разрушать легенды. Сквозь них мы можем смутно разглядеть подлинное лицо человека».
В Оксфорде Уайльд слушал лекции теоретика искусства Джона Рёскина и ученика последнего — Уолтера Пейтера. Они оба восхваляли красоту, однако Рёскин видел её только в синтезе с добром, в то время как Пейтер допускал в красоте некую примесь зла. Под обаянием Рёскина Уайльд находился на протяжении всего периода в Оксфорде. Позже он напишет ему в письме: «В Вас есть что-то от пророка, от священника, от поэта; к тому же боги наделили Вас таким красноречием, каким не наделили никого другого, и Ваши слова, исполненные пламенной страсти и чудесной музыки, заставляли глухих среди нас услышать и слепых — прозреть».
Ещё обучаясь в Оксфорде, Уайльд посетил Италию и Грецию и был покорён этими странами, их культурным наследием и красотой. Эти путешествия оказывают на него самое одухотворяющее влияние. В Оксфорде он также получает престижнейшую Ньюдигейтскую премию за поэму «Равенна» — денежную премию, которую утвердил в XVIII веке сэр Роджер Ньюдигейт для студентов Оксфордского университета, победивших на ежегодном конкурсе поэм, не допускающих драматической формы и ограниченных количеством строк — не более 300 (эту премию в своё время получал и Джон Рёскин).

### Лондонский период
По окончании университета в 1878 году Оскар Уайльд переселился в Лондон.
Он совершает «самую необходимую» для английского общества революцию — революцию в моде. Костюм, в котором Уайльд появлялся в Лондоне и привлекал всеобщее внимание, выглядел так: «короткая бархатная куртка, отороченная тесьмой, тончайшая шёлковая рубашка с широким отложным воротником, мягкий зелёный галстук, штаны из атласной ткани до колен, чёрные чулки и лакированные туфли с пряжками…, берет, иногда свободно ниспадавший плащ, подсолнечник или лилия в руке». Непременным аксессуаром была гвоздика в петлице, выкрашенная в зелёный цвет. Тонкий художественный вкус позволял Уайльду «сочетать несочетаемое». Гвоздика, подсолнух и лилия считались самыми совершенными цветками у художников-прерафаэлитов.

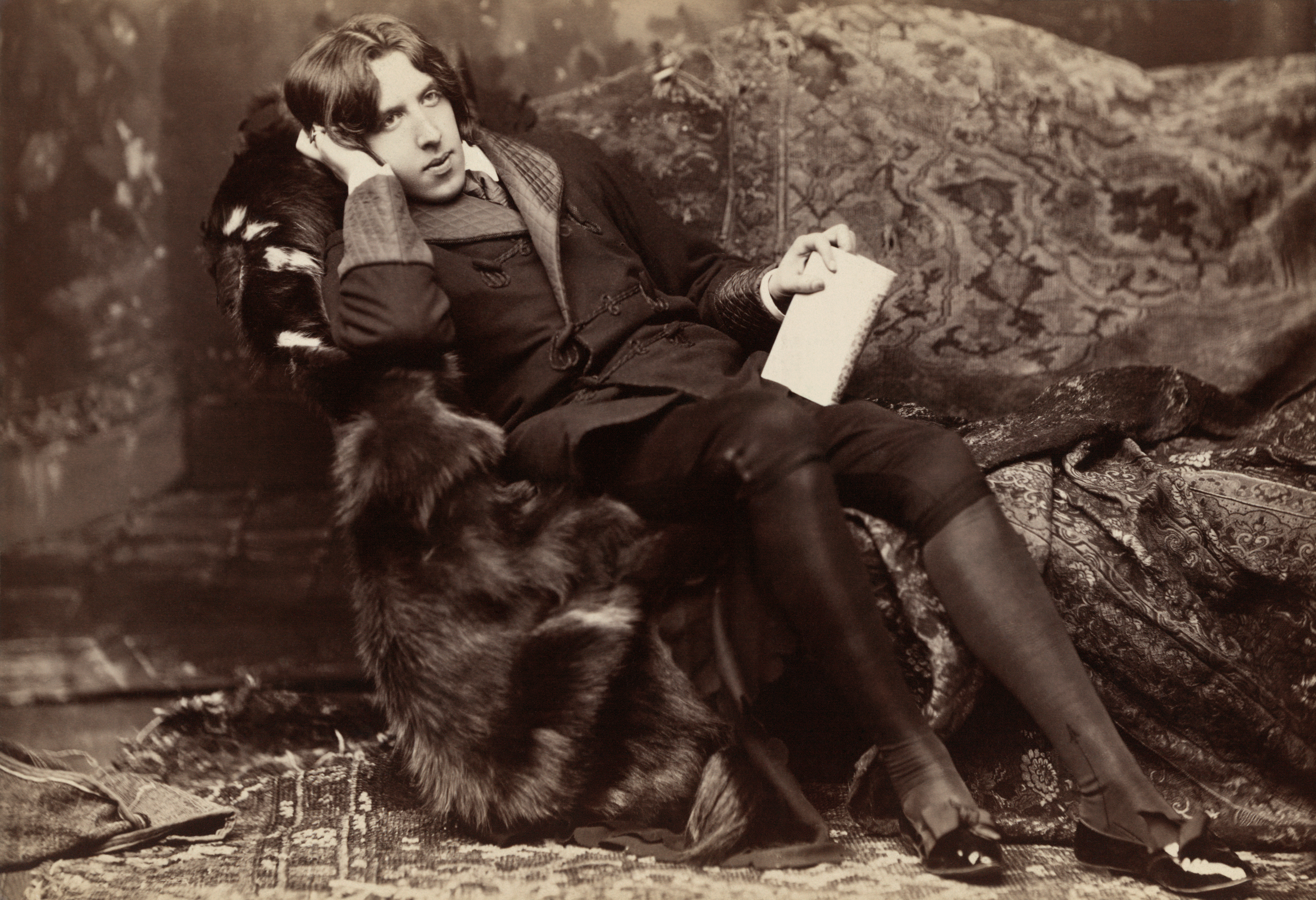
Оскар Уайльд. Фотография Наполеона Сарони (около 1882 года)

Благодаря своему таланту, остроумию и умению привлечь внимание Уайльд быстро влился в светскую жизнь Лондона. Уайльда часто звали в салоны для развлечения посетителей: «Приходите обязательно, сегодня будет этот ирландский остроумец».

### Расцвет творчества и пик славы
В 1881 году вышел его первый поэтический сборник «Стихотворения» (Poems), написанный в духе «братьев прерафаэлитов». Он выдержал пять переизданий по 250 экземпляров в течение года. Все расходы по изданию взял на себя сам Уайльд. Ранние стихи его отмечены влиянием импрессионизма, в них выражены непосредственные единичные впечатления, они невероятно живописны.
Сборник открывается набранным курсивом стихотворением Hélas!, в котором выражено кредо автора. Первый раздел называется Eleutheria, что по-гречески означает «свобода». В этот раздел вошли сонеты и другие стихи, посвящённые политической тематике, — «Сонет к свободе», «Мильтону», Theoretikos и другие. Раздел Rosa Mystica («Мистическая роза») состоит в основном из стихотворений, написанных во время поездок Уайльда в Италию и часто связанных с католической церковью, с посещением Ватикана (к примеру, «Пасха», где помпезность торжественной церемонии с участием Римского Папы противопоставлена Евангельской аллюзии). Разделу «Цветы на ветру», стихотворения в котором посвящены преимущественно Англии, противопоставлен раздел «Цветы золотые», куда вошли стихи, касающиеся в основном тем искусства («Могила Китса», «Могила Шелли» и др.). К этому разделу примыкают Impressions de Théâtre — стихотворения о театре («Федра», посвящённая Саре Бернар, цикл из двух стихотворений «Написанное в театре „Лицеум“, посвящённый Эллен Терри). Завершает сборник раздел „Четвёртая вариация“, куда вошёл сонет Tædium Vitæ, вызвавший скандал в Оксфордском дискуссионном обществе.

### Американское путешествие
В самом начале 1882 года Уайльд сошёл с парохода в порту Нью-Йорка, где подошедшим к нему с расспросами репортёрам он заявил: „Господа, океан меня разочаровал, он совсем не такой величественный, как я думал“. Проходя таможенные процедуры, на вопрос о том, есть ли у него что-либо, подлежащее декларированию, он, по одной из версий, ответил: „Мне нечего декларировать, кроме моей гениальности“.
Отныне вся пресса следит за действиями британского эстета в Америке. Свою первую лекцию, которая называлась „Ренессанс английского искусства“ (The English Renaissance of Art), он завершил словами: „Мы все расточаем свои дни в поисках смысла жизни. Знайте же, этот смысл — в Искусстве“. Слушатели горячо зааплодировали.
На его лекции в Бостоне в зал перед самым выходом Уайльда явилась группа местных денди (60 студентов из Гарвардского университета) в коротких бриджах с открытыми икрами и смокингах и с подсолнухами в руках. Их целью было обескуражить лектора. Выйдя на сцену, Уайльд незатейливо начал лекцию и, как бы невзначай оглядев фантастические фигуры, с улыбкой воскликнул: „Я впервые прошу Всевышнего избавить меня от последователей!“
Один молодой человек писал матери в это время под впечатлением посещения Уайльдом колледжа, где он учился: „У него великолепная дикция, и его способности к изъяснению своих мыслей достойны высших похвал. Фразы, которые он произносит, благозвучны и то и дело вспыхивают самоцветами красоты. … Его речь очень приятна — легка, красива, занимательна“. В Чикаго Уайльд на вопрос о том, как ему понравился Сан-Франциско, ответил: „Это Италия, но без её искусства“. Всё его турне по Америке было образцом смелости и изящества, равно как и неуместности и саморекламы. Своему давнишнему знакомому Джеймсу Макнилу Уистлеру в письме из Оттавы Уайльд шутливо хвастался: „Америку я уже цивилизовал — остались только небеса!“

### Парижское путешествие
Проведя год в Америке, Уайльд вернулся в Лондон в отличном расположении духа и сразу же отправился в Париж. Там он знакомится с ярчайшими фигурами мировой литературы (Поль Верлен, Эмиль Золя, Виктор Гюго, Стефан Малларме, Анатоль Франс и проч.) и завоёвывает без особых трудностей их симпатии.

### Брак
Вернувшись из Америки, Уайльд встречает Констанс Ллойд и влюбляется в неё. В 1884 году они поженились. У них рождаются двое сыновей, Сирил (1885) и Вивиан (1886), для которых Уайльд сочиняет сказки. Чуть позже он записал их на бумаге и издал 2 сборника сказок — «„Счастливый принц“ и другие сказки» (The Happy Prince and Other Stories; 1888) и «Гранатовый домик» (The House of Pomegranates; 1891).

### Литературное творчество и журналистика
В Лондоне Уайльда знали все. Он был самым желаемым гостем в любом салоне. Но одновременно на него обрушивается шквал критики, которую он с лёгкостью — совсем по-уайльдовски — отбрасывает от себя. На него рисуют карикатуры и ждут реакции. А Уайльд погружается в творчество. На жизнь он в это время зарабатывал журналистикой. С 1887 по 1889 год он работал редактором журнала «Женский мир». О журналистике Уайльда высоко отозвался Бернард Шоу.
В 1887 году он опубликовал рассказы «Кентервильское привидение», «Преступление лорда Артура Сэвила», «Сфинкс без загадки», «Натурщик-миллионер, «Портрет г-на У. Х.», которые и составили сборник его рассказов. Однако же Уайльд не любил записывать всё, что приходило ему на ум, многие рассказы, которыми он очаровывал слушателей, так и остались ненаписанными.
В 1890 году в свет вышел его единственный роман, который окончательно приносит Уайльду сногсшибательный успех — «Портрет Дориана Грея». Он был напечатан в журнале «Липпинкоттс мансли мэгэзин». Но критики обвинили роман в безнравственности. В ответ на 216 печатных откликов на «Портрет Дориана Грея» Уайльд написал более 10 открытых писем в редакции британских газет и журналов, объясняя, что искусство не зависит от морали. Более того, он писал, что те, кто не заметил морали в романе, полные лицемеры, поскольку мораль всего-то и состоит в том, что убивать совесть безнаказанно нельзя. В 1891 году роман со значительными дополнениями выходит отдельной книгой, и Уайльд сопровождает свой шедевр особым предисловием, которое становится отныне манифестом эстетизму — тому направлению и той религии, которые он и создал.

Памятник Оскару Уайльду в центре Дублина

1891—1895 гг. — годы головокружительной славы Уайльда. В 1891 году выходит сборник теоретических статей «Замыслы» (Intensions), где Уайльд излагает читателям свой символ веры — свою эстетическую доктрину. Пафос книги в прославлении Искусства — величайшей святыни, верховного божества, фанатическим жрецом которого был Уайльд. В том же 1891 году он написал трактат «Душа человека при социализме» (The Soul of Man under Socialism), в котором отвергается брак, семья и частная собственность. Уайльд утверждает, что «человек создан для лучшего назначения, чем копание в грязи». Он мечтает о том времени, когда «не станет более людей, живущих в зловонных притонах, одетых в вонючие рубища… Когда сотни тысяч безработных, доведённых до самой возмутительной нищеты, не будут топтаться по улицам, …когда каждый член общества будет участником общего довольства и благополучия»…
Отдельно стоит написанная по-французски в это время одноактная драма на Библейский сюжет — «Саломея» (Salomé; 1891). По заверению Уайльда, она была специально написана для Сары Бернар, «этой змеи древнего Нила». Однако в Лондоне её постановке воспрепятствовала цензура: в Великобритании запрещались театральные представления на Библейские сюжеты. Напечатана пьеса была в 1893 году, а в 1894 году вышел и её перевод на английский язык с иллюстрациями Обри Бёрдслея. Впервые пьеса была поставлена в Париже в 1896 году. В основу «Саломеи» положен эпизод гибели Библейского пророка Иоанна Крестителя (в пьесе он фигурирует под именем Иоканаан), нашедший отражение в Новом Завете (Матф 14:1-12 и др.), однако версия, предложенная в пьесе Уайльдом, отнюдь не является канонической.
В 1892 году написана и поставлена первая комедия «блистательного Оскара» — «Веер леди Уиндермир» (англ. Lady Windermere’s Fan), успех которой сделал Уайльда самым популярным человеком Лондона. Известен очередной эстетский поступок Уайльда, связанный с премьерой комедии. Выйдя на сцену по окончании постановки, Оскар затянулся сигаретой, после чего начал так: «Дамы и господа! Вероятно, не очень вежливо с моей стороны курить, стоя перед вами, но… в такой же степени невежливо беспокоить меня, когда я курю». В 1893 году выходит его следующая комедия — «Женщина, не стоящая внимания» (The Woman of No Importance), в которой само название строится на парадоксе — до того «апостол Красоты» почувствовал этот приём родным.
Ударным в творческом отношении становится 1895. Уайльдом написаны и поставлены две пьесы — «Идеальный муж» (An Ideal Husband) и «Как важно быть серьёзным» (The Importance of Being Earnest). В комедиях во всем блеске проявилось искусство Уайльда как остроумнейшего собеседника: его диалоги великолепны. Газеты называли его «лучшим из современных драматургов», отмечая ум, оригинальность и совершенство стиля. Острота мыслей, отточенность парадоксов настолько восхищают, что читатель ими одурманен на протяжении всей продолжительности пьесы. Он всё умеет подчинить игре, нередко игра ума настолько увлекает Уайльда, что превращается в самоцель, тогда впечатление значительности и яркости создаётся поистине на пустом месте. И в каждой из них есть свой Оскар Уайльд, бросающий порции гениальных парадоксов.

### Отношения с Альфредом Дугласом и судебный процесс

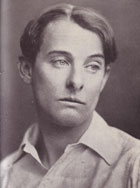
Альфред Дуглас, 1903

В 1891 году Уайльд познакомился с лордом Альфредом Дугласом, сыном 9-го маркиза Куинсберри. Дуглас (родные и друзья звали его Бози) был моложе на 16 лет, искал этого знакомства и умел расположить к себе. Вскоре Уайльд, всегда живший не по средствам, ни в чём не мог отказать Дугласу, постоянно нуждавшемуся в деньгах для своих прихотей. С появлением этого «златокудрого мальчика», как его называли в Оксфордском университете, Уайльд переключается с услуг женской проституции на проституток-мужчин. В 1892 году Бози, не в первый раз втянутый в шантаж (украдено его откровенное письмо очередному любовнику), обращается к Уайльду, и тот даёт деньги для вымогателей. Периодические исчезновения и непомерные расходы беспокоили жену Уайльда — Констанс, но она не ставила под сомнение объяснения мужа, что всё это ему необходимо для того, чтобы писать. Дуглас не собирался скрывать свою связь с «блистательным Оскаром» и время от времени требовал не только тайных встреч, но и у всех на виду. Уайльд, как и Дуглас, становится постоянной целью для лондонских шантажистов.
В 1893 году Бози бросает учёбу в Оксфорде и снова подвергается шантажу — угрозе предать огласке его гомосексуальность. Его отец, маркиз Куинсберри, также известный привычкой много тратить на собственные удовольствия, через адвоката даёт деньги шантажистам, чтобы замять скандал. После этого отец и мать Дугласа решают прекратить непристойные отношения сына не только с Уайльдом, но и с другими мужчинами: мать просит Уайльда повлиять на Бози, а отец сначала оставляет сына без ежегодного содержания, а потом угрожает застрелить Уайльда. 30 июня 1894 года Куинсберри, защищающий честь семьи, приходит в дом Уайльда на Тайт-стрит и требует от того прекратить встречи с сыном — по сути лорд предлагает сделку: с одной стороны, есть свидетельства против Уайльда, и тот страдает от шантажа, с другой — Куинсберри через объяснение, почему он называет Уайльда «строящим из себя содомита», дал понять, что не стремится сделать его обвиняемым в публичном разбирательстве (как развлекается Уайльд — это личное дело Уайльда). Но Уайльд и Дуглас устраивают совместные заграничные поездки. В своих письмах отцу, с которым, по мнению современников, был схож характером и поведением, Дуглас угрожает, что если тот не прекратит «указывать ему, как себя вести», то он либо застрелит его при необходимой обороне, либо Уайльд отправит его в тюрьму за клевету.
18 февраля 1895 года Куинсберри пишет в клубе «Элбемарл» записку Уайльду, члену клуба, с обращением: «Оскару Уайльду, строящему из себя („pose“) сомдомита» — маркиз, специально или нет, но написал оскорбление с ошибкой. Кроме того, используя слово «pose», лорд Куинсберри формально обезопасился тем, что не обвинял напрямую. 28 февраля Уайльд получает эту записку, друзья указывают ему на уловку, советуют пренебречь оскорблением и снова на время уехать из страны. Но Альфред Дуглас, ненавидящий отца и ищущий повод ограничить его в распоряжении деньгами семьи, настаивает на том, чтобы Уайльд подал в суд на Куинсберри за клевету. На следующий день, 1 марта, Уайльд обвиняет маркиза в клевете, и того арестовывают. В ответ Куинсберри через адвокатов предъявляет свидетелей непристойных отношений Уайльда и подборку цитат из произведений и переписки истца. На это Уайльд, уверенный в силе своего красноречия, решает сам защищать своё искусство и выступать в суде. 3 апреля началось слушание дела. В зале суда не было свободных мест, но по причине «безнравственности» рассматриваемых доказательств присутствовали только мужчины. Уайльд настойчиво отрицал сексуальный характер своих отношений с Дугласом и в своих показаниях последовательно разделял жизнь и литературу.
Например, адвокат маркиза Куинсберри, Эдвард Карсон, а по сути обвинитель, задавал Уайльду вопрос: «Не может ли привязанность и любовь художника к Дориану Грею натолкнуть обыкновенного человека на мысль, что художник испытывает к нему влечение определённого рода?» А Уайльд отвечал: «Мысли обыкновенных людей мне неизвестны». «Бывало ли так, что вы сами безумно восхищались молодым человеком?» — продолжал Карсон. Уайльд отвечал: «Безумно — никогда. Я предпочитаю любовь — это более высокое чувство». Или, например, пытаясь выявить намёки на «противоестественные» отношения в его работах, Карсон зачитал пассаж из одного уайльдовского рассказа и поинтересовался: «Это, я полагаю, тоже написали вы?». Уайльд специально дождался гробового молчания и тишайшим голосом ответил: «Нет-нет, мистер Карсон. Эти строки принадлежат Шекспиру». Карсон побагровел. Он извлёк из своих бумаг ещё один стихотворный фрагмент. «Это, вероятно, тоже Шекспир, мистер Уайльд?» — «В вашем чтении от него мало что осталось, мистер Карсон», — сказал Оскар. Зрители захохотали, и судья пригрозил, что прикажет очистить зал.
Эти и другие остроумные ответы были, однако, контрпродуктивными в юридическом смысле. После того как суд включил в дело часть свидетельств против Уайльда, он отозвал свой иск, и 5 апреля дело о клевете было прекращено. Это обстоятельство дало основание в обвинении Уайльда для восстановления репутации маркиза. Куинсберри написал Уайльду записку, где советовал бежать из Англии. 6 апреля был выдан ордер на арест Уайльда, и его поместили в тюрьму. 7 апреля суд предъявил Уайльду обвинение в содомии как нарушении норм общественной морали. 26—29 апреля состоялся первый процесс по делу Уайльда, который вновь начинался с объяснений Уайльда по очередной подборке цитат из его и Дугласа произведений. Так, обвинитель попросил разъяснить, что означает фраза «любовь, что таит своё имя», высказанная Дугласом в его сонете, на что Уайльд сказал следующее:

«Любовь, что таит своё имя» — это в нашем столетии такая же величественная привязанность старшего мужчины к младшему, какую Ионафан испытывал к Давиду, какую Платон положил в основу своей философии, какую мы находим в сонетах Микеланджело и Шекспира. Это все та же глубокая духовная страсть, отличающаяся чистотой и совершенством. Ею продиктованы, ею наполнены как великие произведения, подобные сонетам Шекспира и Микеланджело, так и мои два письма, которые были вам прочитаны. В нашем столетии эту любовь понимают превратно, настолько превратно, что воистину она теперь вынуждена таить своё имя. Именно она, эта любовь, привела меня туда, где я нахожусь сейчас. Она светла, она прекрасна, благородством своим она превосходит все иные формы человеческой привязанности. В ней нет ничего противоестественного. Она интеллектуальна, и раз за разом она вспыхивает между старшим и младшим мужчинами, из которых старший обладает развитым умом, а младший переполнен радостью, ожиданием и волшебством лежащей впереди жизни. Так и должно быть, но мир этого не понимает. Мир издевается над этой привязанностью и порой ставит за неё человека к позорному столбу. (пер. Л. Мотылёва)

Обвинитель с нескрываемым удовольствием поблагодарил Уайльда за такой ответ. Но 1 мая присяжные разошлись во мнении относительно виновности Уайльда (10 — за виновность, а двое — против), и было назначено второе слушание в новом составе суда. Адвокат Уайльда, сэр Эдвард Кларк, добился от судьи разрешения на то, чтобы Уайльда отпустили до нового разбирательства под залог. Священник Стюарт Хедлам, незнакомый с Уайльдом, но недовольный судом и травлей Уайльда в газетах, внёс бо́льшую часть из назначенной беспрецедентной суммы в 5000 фунтов стерлингов. Уайльду предлагалось бежать из Англии, как это уже сделали его друзья, но он отказался.
Окончательное судебное разбирательство велось 21—25 мая под председательством судьи Альфреда Уилса. Судья оценил все восемь пунктов обвинения против Уайльда либо как недоказанные, либо как доказанные недостаточно, «указав присяжным на ненадёжность собранного в виде показаний материала». Присяжные в своём решении руководствовались признаниями «блистательного Оскара», данными им в ходе слушаний, что послужило основой для мнения о том, что Уайльд «засудил» себя сам. 25 мая 1895 года Уайльд был признан виновным в «грубой непристойности» с лицами мужского пола, в соответствии с поправкой Лабушера, и приговорён к двум годам каторжных работ. Судья в заключительном слове отметил, что нет сомнений в том, что «Уайльд был центром развращения молодых людей», и завершил заседание словами: «Это самое дурное дело, в каком я участвовал». Ответ Уайльда «А я?» утонул в криках «Позор!» в зале суда.
Резонансным дело получилось не только потому, что Уайльд перевёл свою страсть из частной жизни в публичную, эстетизируя непристойные по стандартам Викторианской эпохи отношения в стихах, рассказах, пьесах, романе и заявлениях в суде. Ключевым моментом стало то, что Уайльд обратился в суд с безосновательным обвинением в клевете. В итоге Уайльд был осуждён, а Дуглас к суду не привлекался.

### Тюремное заключение

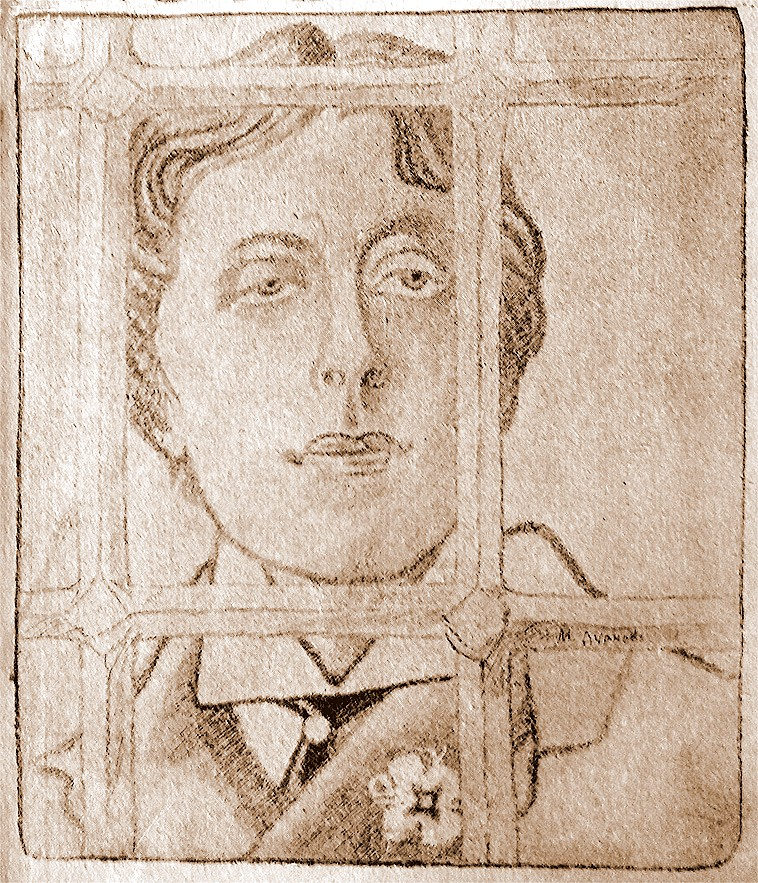
Баллада Редингской тюрьмы.
Рис. М. Дурнова (1904)

Свой срок Уайльд отбывал сначала в Пентонвилле и Уандсворте — тюрьмах, предназначенных для совершивших особо тяжкие преступления и рецидивистов, а затем, 20 ноября 1895 года, был переведён в тюрьму в Рединге, где находился полтора года.
Тюрьма полностью сломила его. Плохое питание, физический труд и тяжёлые условия сильно ослабили его здоровье. Он страдал от голода, бессонницы и болезней.
Большинство друзей от него отвернулось. Однако в Пентонвилле его посетил Р. Б. Холдейн, либеральный юрист и философ, который через свои каналы организовал для Уайльда доступ к религиозным и историческим книгам.
В Уандсворте Уайльд упал в часовне и повредил барабанную перепонку правого уха (что через годы привело к хронической болезни и смерти писателя). Он провёл два месяца в лазарете. Друзья договорились о том, чтобы его перевели в другое отделение тюрьмы, где ему были предписаны более лёгкие обязанности, и было позволено читать, но не писать. Подавленный, он не смог выполнить даже эти обязанности. Полковник Исааксон, суровый тюремный надзиратель, недолюбливавший Уайльда, стал назначать ему суровые наказания за мелкие провинности, причём невыполнение этих требований приводило к новым наказаниям.
Альфред Дуглас, к которому Уайльд был так сильно привязан, ни разу не приехал к нему (жил за границей, закладывая вещи, подаренные Уайльдом), а в одном из его писем были такие слова: «Когда вы не на пьедестале, вы никому не интересны…»
Жена Уайльда, Констанс, несмотря на требования родственников, отказалась от развода и дважды посетила мужа в тюрьме: в первый раз, чтобы сообщить о смерти любимой им матери, а второй — подписать бумаги, что он поручает ей заботу о детях. Затем Констанс поменяла себе и сыновьям Сирилу и Вивиану фамилию на Холланд (это одно из имён её брата — Отто Холланда Ллойда).
В тюрьме Уайльд написал исповедь в форме письма Дугласу, которую называет «Epistola: In Carcere et Vinculis» (с лат. — «Послание: в тюрьме и оковах»).
Письмо было написано ближе к концу тюремного срока Уайльда, с января по март 1897 года, после смены начальника тюрьмы. Новый начальник, майор Нельсон, настроенный более либерально и дружелюбно, чем Исааксон, позволил написать этот текст «в медицинских целях», то есть, чтобы отвлечь узника от тяжёлых личных переживаний. Каждая страница текста изымалась после её написания. Посылать это письмо из тюрьмы было также запрещено. Нельсон вернул Уайльду его текст только перед освобождением 18 мая 1897 года.
Уайльд вручил рукопись журналисту Роберту Россу (другому своему бывшему любовнику, сопернику «Бози»). Росс опубликовал письмо в 1905 году, через пять лет после смерти Уайльда, назвав его «De Profundis» (с лат. — «Из глубины» так начинается 129-й Псалом).

### 1897—1900 годы: Переезд во Францию и смерть
После освобождения, состоявшегося 19 мая 1897 года, Уайльд перебрался во Францию, где регулярно получал от жены письма и деньги, но Констанс отказалась встречаться с ним. Зато встречи искал Дуглас и добился своего, о чём Уайльд потом скажет с сожалением:
Он вообразил, будто я в состоянии добывать деньги для нас обоих. Я действительно добыл 120 фунтов. На них Бози жил, не зная забот. Но когда я потребовал с него его долю, он тут же сделался ужасен, зол, низок и скуп во всем, что не касалось его собственных удовольствий, и, когда мои деньги кончились, он уехал.
Их разрыву способствовало и то, что, с одной стороны, Констанс пригрозила, если он не расстанется с Дугласом, то она лишит мужа содержания, а с другой — маркиз Куинсберри пообещал в случае прекращения отношений с Уайльдом оплатить все немалые долги сына.
Во Франции Уайльд сменил имя на Себастьяна Мельмота (Sebastian Melmoth). Фамилия Мельмот была заимствована из готического романа знаменитого английского писателя XVIII века Чарльза Метьюрина, двоюродного деда Уайльда, автора романа «Мельмот Скиталец». Уайльд избегал встреч с теми, кто мог бы его узнать, но на его беду это случалось, и он перебирался с места на место, как бы оправдывая своё новое имя. Во Франции Уайльд написал знаменитую поэму «Баллада Редингской тюрьмы» (The Ballad of Reading Gaol; 1898), подписанную им псевдонимом С.3.3. — таков был тюремный номер Оскара (камера № 3, 3 этаж, блок C). Герой баллады, всю жизнь воспринимавший себя как особенного, вдруг осознаёт, что он один из многих грешников, не более. Его порок, трактуемый им как избранность, не уникален, так как грехов много. А вот раскаяние и сострадание — это то, что объединяет всех. Все люди объединены общим чувством вины перед ближним — за то, что не смог защитить, не сумел помочь, использовал себе подобного ради похоти или для наживы. Единение человеческого рода достигается через общее чувство, а не через уникальные страсти — это важная мысль эстета Уайльда, который всё раннее творчество посвятил уникальному умению видеть не так, как сосед. «Баллада» вышла в свет тиражом в восемьсот экземпляров, напечатанных на японской веленевой бумаге. Помимо этого, Уайльд опубликовал несколько статей с предложениями по улучшению условий жизни заключённых. В 1898 году Палата общин приняла «Акт о тюрьмах», в котором отразились многие предложения Уайльда.
Бернард Шоу так писал об этом периоде жизни писателя: «Уайльд предельно упростил свою жизнь, как будто заранее знал, что необходимо избавиться от всего лишнего, дабы читатель в полной мере ощутил драматизм предпоследнего акта».
Незадолго до смерти Уайльд сказал о себе так: «Я не переживу XIX столетия. Англичане не вынесут моего дальнейшего присутствия». Оскар Уайльд скончался в изгнании во Франции 30 ноября 1900 года от острого менингита, вызванного ушной инфекцией. Смерть Уайльда была мучительной. За несколько дней до её прихода он потерял дар речи и мог общаться исключительно жестами. Агония наступила 30 ноября в 5:30 утра и не прекращалась до момента его смерти в 13:50.
Он был похоронен в Париже на кладбище Баньё, откуда позже, через 10 лет, его могилу перенесли на кладбище Пер-Лашез. На могиле установлен крылатый сфинкс из камня работы Джейкоба Эпстайна (в честь произведения «Сфинкс»). С течением времени могила писателя покрылась следами помады от поцелуев, поскольку появилась городская легенда — поцеловавший сфинкса найдёт любовь и никогда её не потеряет. Позже стали высказываться опасения, что помада может разрушить памятник. 30 ноября 2011 года — к 111-летию со дня смерти Оскара Уайльда — сфинкса было решено обнести защитным стеклянным ограждением. Таким образом авторы проекта из Ирландского культурного центра рассчитывают защитить его от губительного воздействия помады.

### Семья
29 мая 1884 года Оскар Уайльд женился на Констанс Мэри Ллойд (2.01.1859 — 7.04.1898). У них родились двое сыновей: Сирил (5.06.1885 — 9.05.1915, погиб в Первой Мировой войне) и Вивиан (3.11.1886 — 10.10.1967).
После того как Оскар Уайльд был осуждён, Констанс решила увезти детей из Великобритании, отправив сыновей с гувернанткой в Париж. Сама же она осталась в стране. Но после того, как дом Уайльдов на Тайт-стрит посетили судебные приставы и началась распродажа имущества, вынуждена была уехать из Великобритании. Скончалась Констанс 7 апреля 1898 года в Генуе, через 5 дней после неудачной хирургической операции. Похоронена на кладбище Стальено в Генуе.
Мерлин Холланд (род. 6 июля 1945 г., Лондон) — внук Оскара Уайльда и наследник всех его произведений, считает, что его семья пострадала от гомофобии.

## Истоки «Эстетического движения»
Обучаясь в Оксфордском университете, Уайльд проникся идеями знаковой фигуры для искусствоведения и культуры Англии XIX века — Джона Рёскина. Его лекции по эстетике он слушал с особым вниманием. «Рёскин познакомил нас в Оксфорде, благодаря очарованию своей личности и музыке своих слов, с тем опьянением красотой, которое составляет тайну эллинского духа, и с тем стремлением к творческой силе, которое составляет тайну жизни», — вспоминал он позднее.
Немаловажную роль сыграло возникшее в 1848 году «Братство прерафаэлитов», объединённое вокруг яркого художника и поэта Данте Габриэля Россетти. Прерафаэлиты выступили с проповедью искренности в искусстве, требуя близости к природе, непосредственности в выражении чувств. В поэзии своим основоположником они считали английского поэта-романтика с трагической судьбой — Джона Китса. Они целиком приняли эстетическую формулу Китса о том, что красота есть единственная истина. Они ставили себе целью поднять уровень английской эстетической культуры, их творчеству были свойственны утончённый аристократизм, ретроспектизм и созерцательство. В защиту «Братства» выступал сам Джон Рёскин.
Немалое значение имела и вторая знаковая фигура в английском искусствоведении — властитель дум Уолтер Патер (Пейтер), взгляды которого ему показались особенно близкими. Патер отвергал этическую основу эстетики, в отличие от Рёскина. Уайльд решительно встал на его сторону: «Мы, представители школы молодых, отошли от учения Рёскина… потому что в основе его эстетических суждений всегда лежит мораль… В наших глазах законы Искусства не совпадают с законами морали». Истоки особой эстетической теории Оскара Уайльда — в творчестве прерафаэлитов и в суждениях крупнейших мыслителей Англии середины XIX века — Джона Рёскина и Уолтера Патера (Пейтера).
Уайльд пропагандировал приобщение людей к прекрасному через поэзию, художественную литературу и театр. Понятие Уайльда о культурном просвещении тесно перекликается с концепцией Александра фон Гумбольдта, который утверждал, что любой человек способен развить воображение, познакомившись с произведениями искусства.
Уайльд исповедовал эстетический пуризм и идеи «искусство для искусства». Он ненавидел пошлость и ханжескую эстетику «викторианского стиля», а также всяческий догматизм и академизм. Он декларировал: «Красота выше Истины», а «Искусство выше Жизни и Природы». В предисловии к знаменитому роману «Портрет Дориана Грея» (1890—1891) писатель сформулировал принципы «эстетического движения» (Aesthetic Movement): «Художник — тот, кто создаёт прекрасное… Те, кто способны узреть в прекрасном его высокий смысл, — люди культурные. Они не безнадёжны. Но избранник — тот, кто в прекрасном видит лишь одно: Красоту… Художник не стремится что-то доказывать. Доказать можно даже неоспоримые истины. Художник не моралист. Подобная склонность художника рождает непростительную манерность стиля… В сущности, Искусство — зеркало, отражающее того, кто в него смотрится, а вовсе не жизнь… Всякое искусство совершенно бесполезно». О. Уайльд своим поведением, манерой одеваться, эстетской позой, парадоксальными заявлениями стремился эпатировать публику. Его эстетическая программа также рождалась не без эпатажа. К «эстетическому движению» примкнули художники Э. Годвин и Дж. Уистлер. Их творчество составило своеобразную оппозицию движению «Искусства и ремёсла» У. Морриса.

### Пьесы
- Вера, или Нигилисты (1880)
- Герцогиня Падуанская (1883)
- Саломея (1891, исполнена впервые в 1896 в Париже)
- Веер леди Уиндермир (1892)
- Женщина, не стоящая внимания (1893)
- Идеальный муж (1895)
- Как важно быть серьёзным (ок. 1895)
- Святая блудница, или Женщина, покрытая драгоценностями (фрагменты, опубл. в 1908)
- Флорентийская трагедия (фрагменты, опубл. в 1907)

### Романы
- Портрет Дориана Грея (1890)

### Повести и рассказы
- Кентервильское привидение
- Преступление лорда Артура Сэвила
- Портрет господина У. Г.
- Натурщик-миллионер
- Сфинкс без загадки

### Сказки
Из сборника «„Счастливый принц“ и другие сказки» (1888):
- Счастливый Принц
- Соловей и роза
- Великан-эгоист
- Преданный Друг
- Замечательная ракета

Из сборника «Гранатовый домик» (1891):
- Молодой король
- День рождения Инфанты
- Рыбак и его Душа
- Мальчик-звезда

### Поэмы
- Равенна (1878)
- Сад Эроса (опубл. 1881)
- Мотив Итиса (опубл. 1881)
- Хармид (опубл. 1881)
- Пантея (опубл. 1881)
- Humanitad (опубл. 1881; лат. букв. «Во человечестве»)
- Сфинкс (1894)
- Баллада Редингской тюрьмы (1898)

### Стихотворения в прозе (пер.Ф. Сологуба)
- Поклонник (The Disciple)
- Творящий благо (The Doer of Good)
- Учитель (The Master)
- Учитель мудрости (The Teacher of Wisdom)
- Художник (The Artist)
- Чертог суда (The House of Judgement)

### Эссе
- Душа человека при социализме (1891; впервые опубл. в журнале «Фортнайтли ревью»)

Сборник «Замыслы» (1891):
- Упадок искусства лжи (1889; впервые опубл. в журнале «Найтинс сенчури»)
- Кисть, перо и отрава (1889; впервые опубл. в журнале «Фортнайтли ревью»)
- Критик как художник (1890; впервые опубл. в журнале «Найтинс сенчури»)
- Истина масок (1885; впервые опубл. в журнале «Найнтинс сенчури» под названием «Шекспир и сценический костюм»)

### Письма
- De Profundis (лат. «Из глубины», или «Тюремная исповедь»; 1897) — письмо-исповедь, обращённая к его возлюбленному другу Альфреду Дугласу, над которым Уайльд работал в последние месяцы своего пребывания в Редингской тюрьме. В 1905 году в берлинском журнале «Ди нойе Рундшау» друг и почитатель Оскара Роберт Росс опубликовал сокращённый вариант исповеди. Согласно завещанию Росса, её полный текст свет увидел лишь в 1962 г.
- «Оскар Уайльд. Письма» — письма разных лет, объединённые в одну книгу, где собраны 214 писем Уайльда (Пер. с англ. В. Воронина, Л. Мотылёва, Ю. Розантовской. — СПб: Издательский Дом «Азбука-Классика», 2007. — 416 с.).

### Лекции и эстетические миниатюры
- Ренессанс английского искусства
- Заветы молодому поколению
- Эстетический манифест
- Женское платье
- Ещё о радикальных идеях реформы костюма
- На лекции м-ра Уистлера в десять часов
- Отношение костюма к живописи. Чёрно-белый этюд о лекции м-ра Уистлера
- Шекспир о сценическом оформлении
- Американское нашествие
- Новые книги о Диккенсе
- Американец
- «Униженные и оскорблённые» Достоевского
- «Воображаемые портреты» м-ра Пейтера
- Близость искусств и ремёсел
- Английские поэтессы
- Лондонские натурщики
- Евангелие от Уолта Уитмена
- Последний томик стихов м-ра Суинберна
- Китайский мудрец

### Стилизованные псевдоработы
- Телени, или Оборотная сторона медали (Teleny, or The Reverse of the Medal)
- Завещание Оскара Уайльда (The Last Testament of Oscar Wilde; 1983; написана книга Питером Акройдом)

## Образ писателя в массовом искусстве
- «Оскар Уайльд», художественная биография, 1960. В роли Уайльда — британский актёр Роберт Морли.
- «Уайльд», художественная биография, 1997, Реж. Брайан Гилберт — в роли Уайльда известный британский актёр, писатель и общественный деятель Стивен Фрай.
- «Процесс над Оскаром Уайльдом» (Trials of Oscar Wilde, реж Кен Хьюз, 1960, — художественный фильм, акцентирующий внимание на судебном процессе, в роли Уайльда актёр Питер Финч.
- «Париж, я люблю тебя» — пятнадцатый эпизод данного киноальманаха «Пер-Лашез (Père-Lachaise)» посвящён Оскару Уайльду.
- «Поцелуй Иуды» — пьеса британского писателя Дэвида Хэйра о жизни Оскара Уайльда в изгнании после заключения, главную роль по очереди играли Лиам Нисон и Руперт Эверетт.
- «Счастливый принц» (англ. The Happy Prince) — биографический фильм режиссёра и сценариста Руперта Эверетта. Премьера состоялась на Кинофестивале Сандэнс 21 января 2018 года. Биографии писателя были также посвящены: фильм Григория Ратоффа (1960) и телефильм Хансгюнтера Хайма (1972), в главной роли Клаус Мария Брандауэр.
- «Позолоченный век» (The Gilded Age) — американский историко-драматический сериал в 12-й серии (реж. Майкл Энглер), премьера которой состоялась 12 ноября 2023 года, роль Оскара Уайльда исполнил британский актёр Джордан Уоллер.
- В песне «Eskimo» Red Hot Chili Peppers с альбома Greatest hits содержатся строчки-посвящения Уайльду.
- Американская актриса Оливия Уайлд взяла фамилию-псевдоним в честь Оскара Уайльда.
- Рассказ в книге «Кладбищенские истории» Бориса Акунина (Григория Чхартишвили).
- Рассказ Ганса Гейнца Эверса «C.3.3.» (1903).
- В фильме «Дорогая Венди» (2004) один из персонажей дарит другому книгу О. Уайльда «Портрет Дориана Грея» с недостающим количеством страниц.
- Парандовский Ян, биографический роман о жизни Оскара Уайльда «Король жизни», год издания 1993.

## Произведения писателя в искусстве
- опера «Кентервильское привидение» шведского композитора Арне Мелльнеса
- опера «Кентервильское привидение» композитора Александра Кнайфеля
- опера «Саломея» композитора Рихарда Штрауса

## Издания сочинений
- Collected works, ed. by R. Ross, 14 vls, L., 1907—1909; Собр. соч. в 7 тт., изд. Саблина, 1906—07; Собр. соч. в 4 тт., изд. Маркса, отд. соч. в изд. «Скорпион», «Польза» и др.
- Уайльд, Оскар. Избранные произведения в двух томах. М.: Государственное издательство художественной литературы, 1961. — т. 1 — 400 с.; т. 2 — 296 с.
- Уайльд, Оскар. Стихотворения. Портрет Дориана Грея. Тюремная исповедь./ В составе БВЛ, серия вторая, т. 118. М.: Издательство «Художественная литература», 1976. — 768 с.
- Уайльд, Оскар. Избранное / Сост., послесл. и примеч. Б. И. Колесникова, О. К. Поддубного. — М.: Просвещение, 1990. — 384 с. — (Шк. б-ка). — ISBN 5-09-001194-X.
- Уайльд, Оскар. Избранные произведения. В 2 т./ Сост. Пальцев Н.. М.: Республика, 1993. т. 1.— 559 с. — ISBN 5-250-01970-6; т. 2. — 543 с. — ISBN 5-250-02330-4.
- Уайльд, Оскар. Полное собрание стихотворений и поэм / Сост. Витковский Е. В.. СПб.: Евразия, 2000. — 384 с. — ISBN 5-8071-0052-2.
- Уайльд, Оскар.. Афоризмы. М., Эксмо-Пресс, 2000. — ISBN 5-04-002610-2.
- Уайльд, Оскар. Стихи. Сборник / Составл. К. Атаровой. М.: Радуга, 2004. На английском языке с параллельным русским текстом. — 384 с. — ISBN 5-05-005833-3
- Уайльд, Оскар. Избранная проза. Стихи (подарочное издание). М.: Эксмо, Ассортимент, 2007. — 476 с. — 5-699-19508-4, 978-5-9923-0007-9
- Уайльд, Оскар. Письма / Сост. А. Г. Образцова, Ю. Г. Фридштейн. — 2-е изд.. — М.: Азбука-классика, 2007. — 416 с. — ISBN 978-5-91181-448-9.

- Уайльд, Оскар. Парадоксы /Сост., перевод, предисловие Т. А. Боборыкина — СПб: Анима, 2011. — На английском языке с параллельным русским текстом — 310 с., с ил. — ISBN 978-5-905348-01-3.
- Уайльд, Оскар. Саломея, вступ. статья Т. А. Боборыкина — СПб: Анима, 2011. — На английском языке с параллельным русским текстом — 311 с., с ил. — ISBN 978-5-905348-06-8.
- Уайльд, Оскар. Стихотворения // в сб. Эдмунд Госс. Оскар Уайльд. Альфред Дуглас. ГРАД ДУШИ. Избранные стихотворения. / Пер. с англ. Александра Лукьянова. М.: Водолей, 2016. 224 с. — ISBN 978-5-91763-329-9.